# 吉毗
吉毗（？—？），五胡十六国西秦乞伏暮末时尚书仆射。
吉毗开始为乞伏炽磐属下镇南将军。424年，乞伏炽磐派吉毗等，率领步骑兵一万，南讨白苟、车孚、崔提、旁为等四个部族，将他们全部降服。425年七月，乞伏炽磐派吉毗等，南下袭击黑水羌族部落酋长丘担，大破丘担的军队。426年，征南将军吉毗镇守南漒，陇西人辛澹率领部众三千户占据南城，驱逐吉毗，吉毗逃到回枹罕，辛澹向东南撤退，逃往仇池。洮阳羌人背叛了西秦。427年二月，乞伏炽磐命征南将军吉毗前去安抚。吉毗受到洮阳羌族的攻击，大败而回。428年，乞伏暮末即位，以征南将军吉毗为尚书仆射、卫大将军。430年，北魏尚书库结领骑兵五千，迎接乞伏暮末。卫将军吉毗认为不应内迁投靠北魏，乞伏暮末采纳。库结只好领兵而回。